# Frank Weston Benson
Frank Weston Benson (Salem, 24 marzo 1862 – Salem, 15 novembre 1951) è stato un pittore statunitense.
Di scuola impressionista, è noto per i suoi ritratti, gli acquarelli e le acqueforti di uccelli selvatici. Era uno dei "Ten American Painters".

## Biografia
Nato in una città del Massachusetts non lontano da Boston iniziò i suoi studi d'arte nel 1880, nella Scuola del "Museum of fine arts" di Boston, avendo come insegnante il pittore tedesco Otto Grundmann, ma già nel 1883 lasciò l'America per andare a studiare a Parigi nell'Académie Julian. Entrò così a contatto con i pittori impressionisti e ne fu completamente conquistato. In particolare Claude Monet ebbe su di lui una spiccata influenza.

Tornato in patria cominciò la sua carriera realizzando ritratti di persone appartenenti alle famiglie dell'alta società di Boston, finché fu incaricato di un affresco per la Biblioteca del Congresso.
Divenne in seguito docente e amministratore della Scuola di Boston dove aveva iniziato gli studi e fu membro sia dell' "American Academy of Arts and letters", sia della "Guilde of Boston Artist". Ma soprattutto fece parte dei "Ten American Painters".

Nel 1884 sposò Ellen Perry Peirson, la figlia di un amico, dalla quale ebbe quattro figli.
Morì in tarda età, a 89 anni, nella sua città natale e fu sepolto nell' "Harmony Grove Center".

## Opere
- Summer day (1911)

## Galleria d'immagini

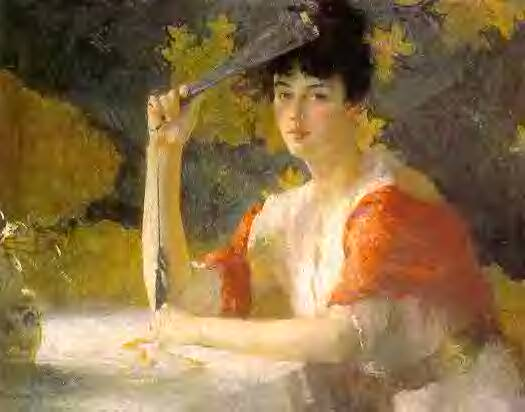
Rosso e oro
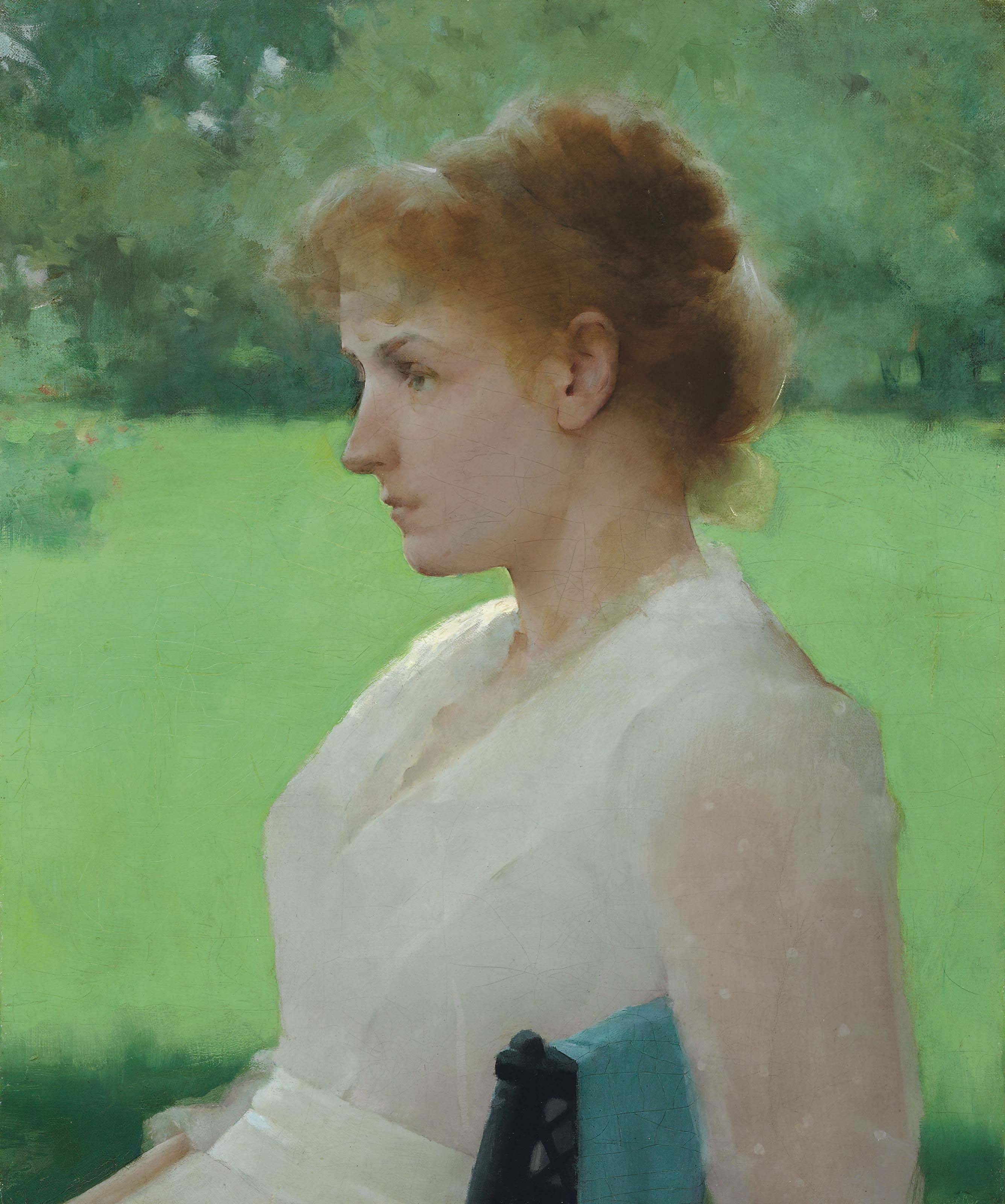
L'estate del 1887
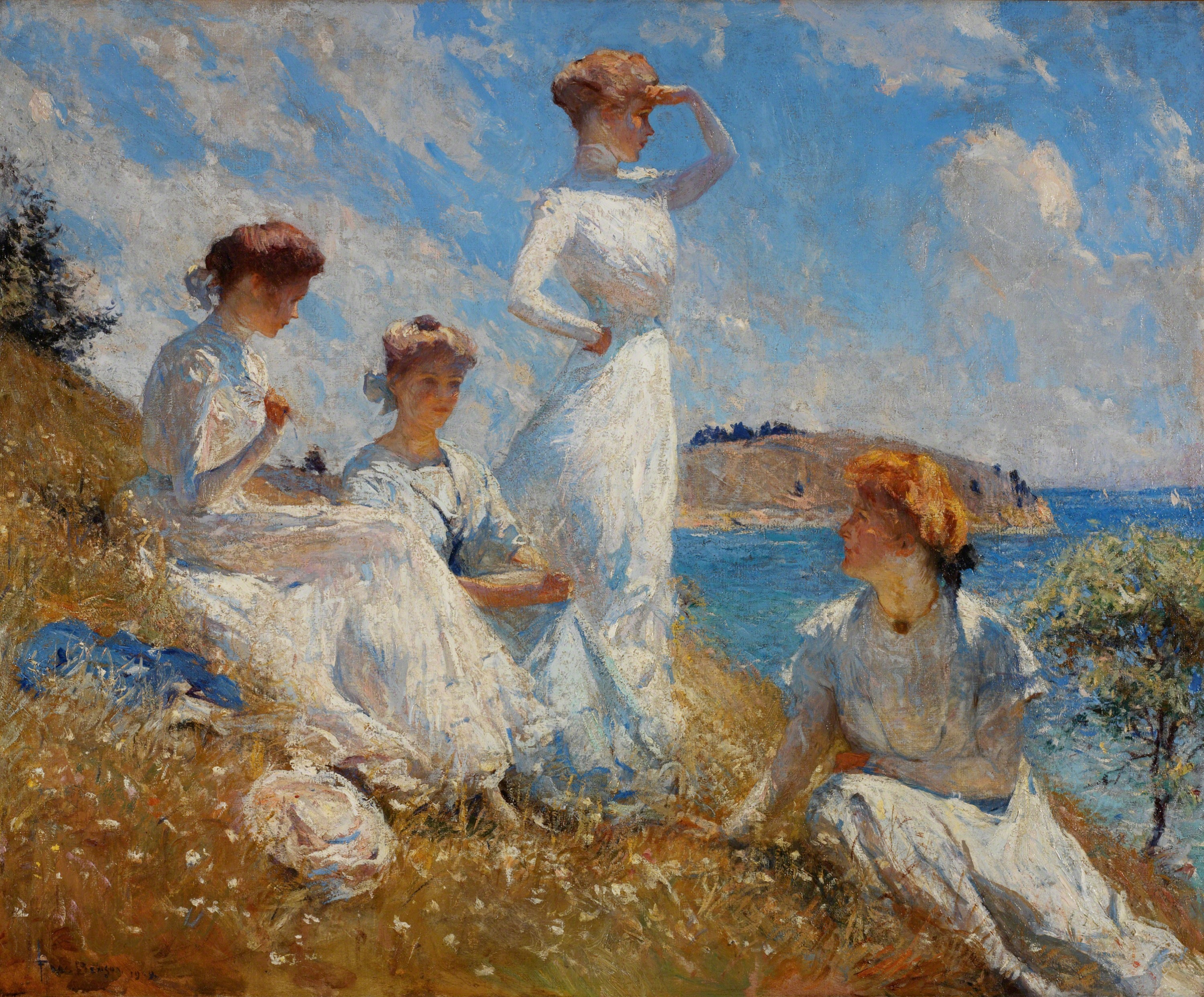
Estate
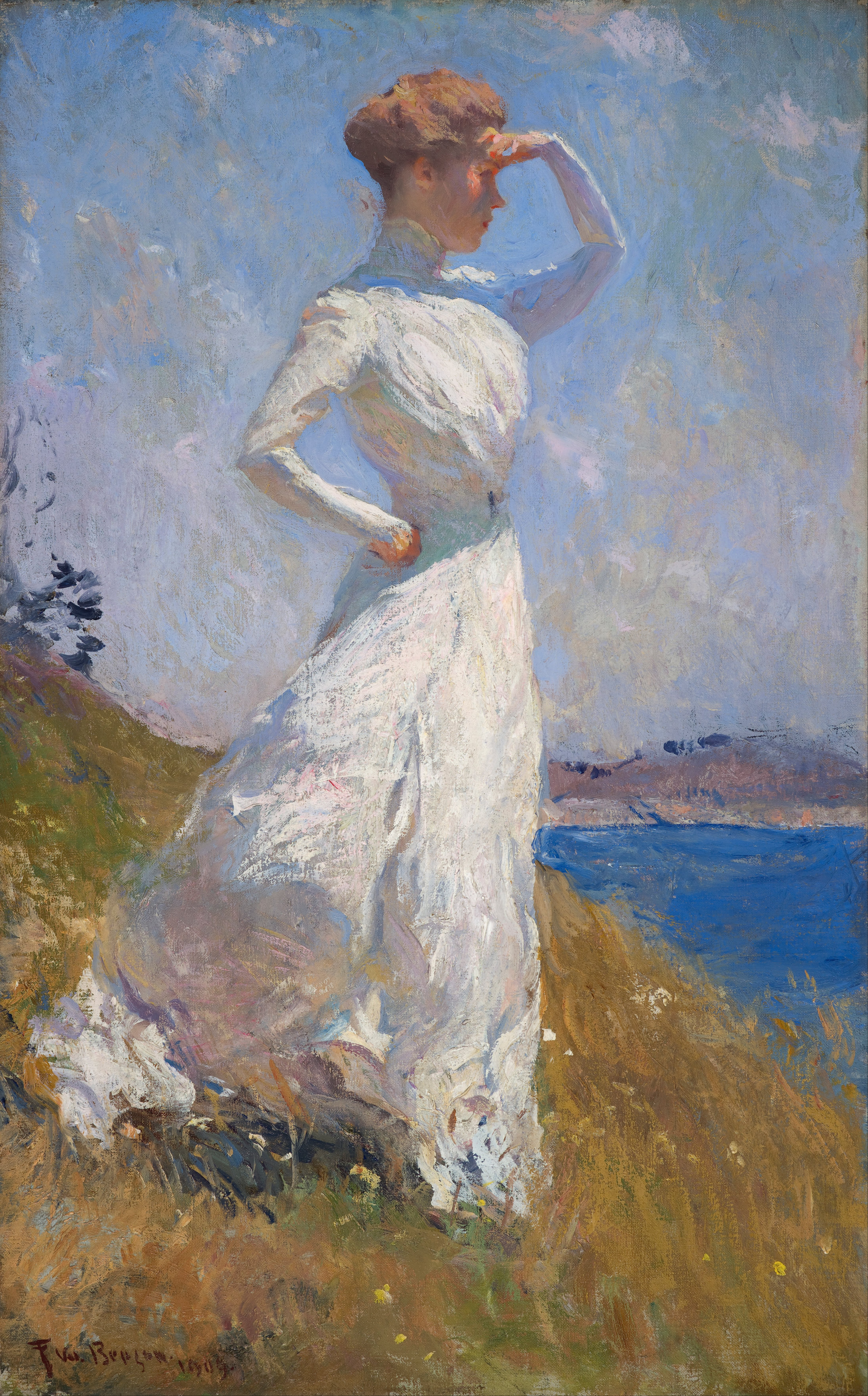
Eleonora, figlia dell'artista
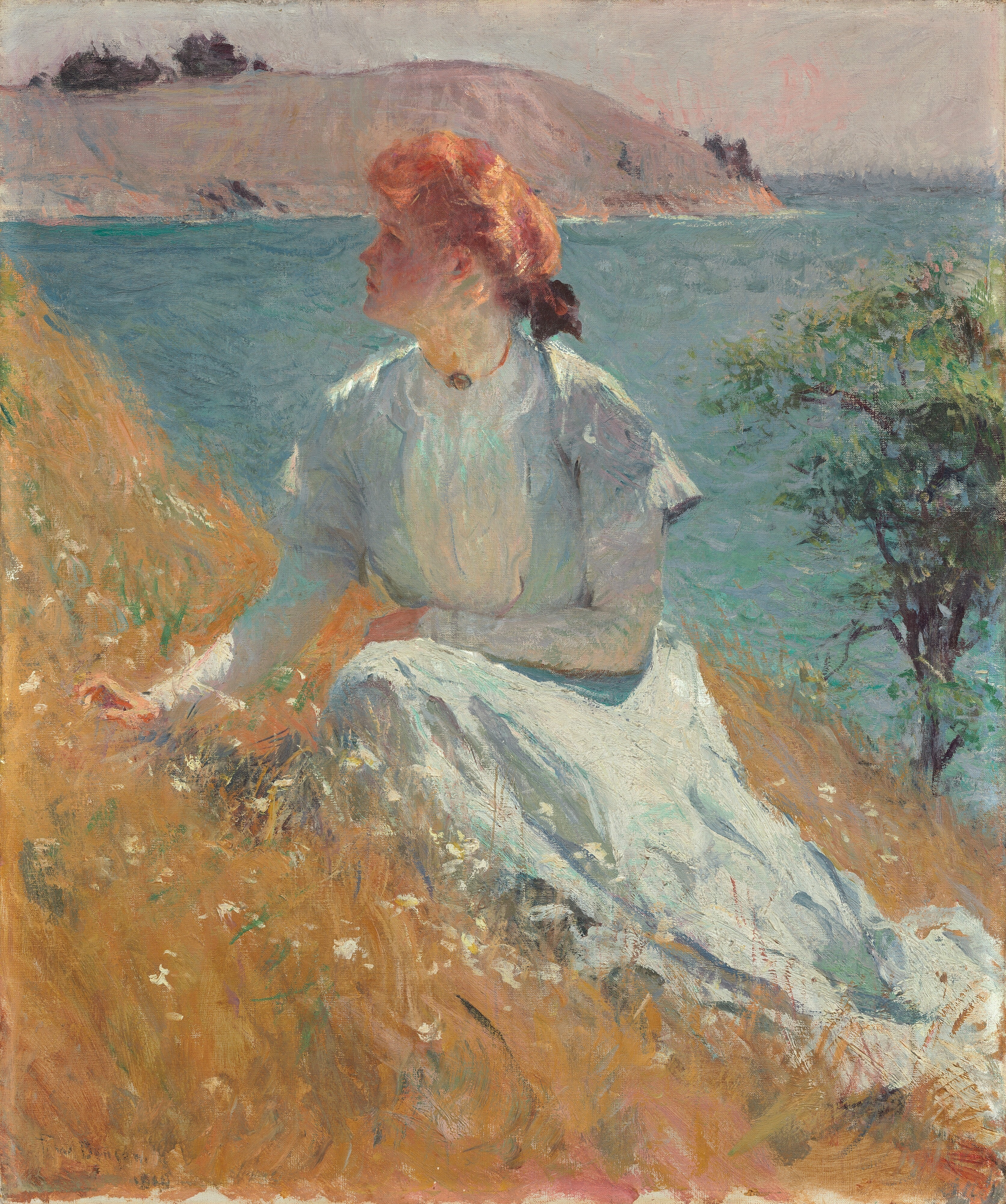
Margaret Gretchen Strong

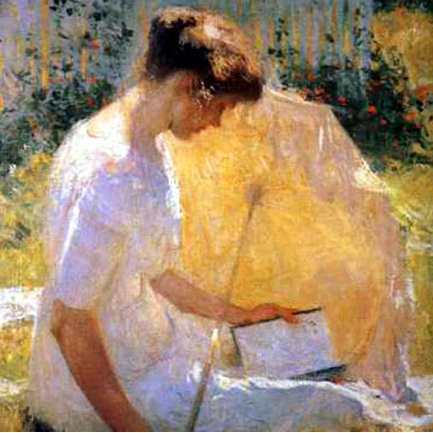
L'ombrellino giallo
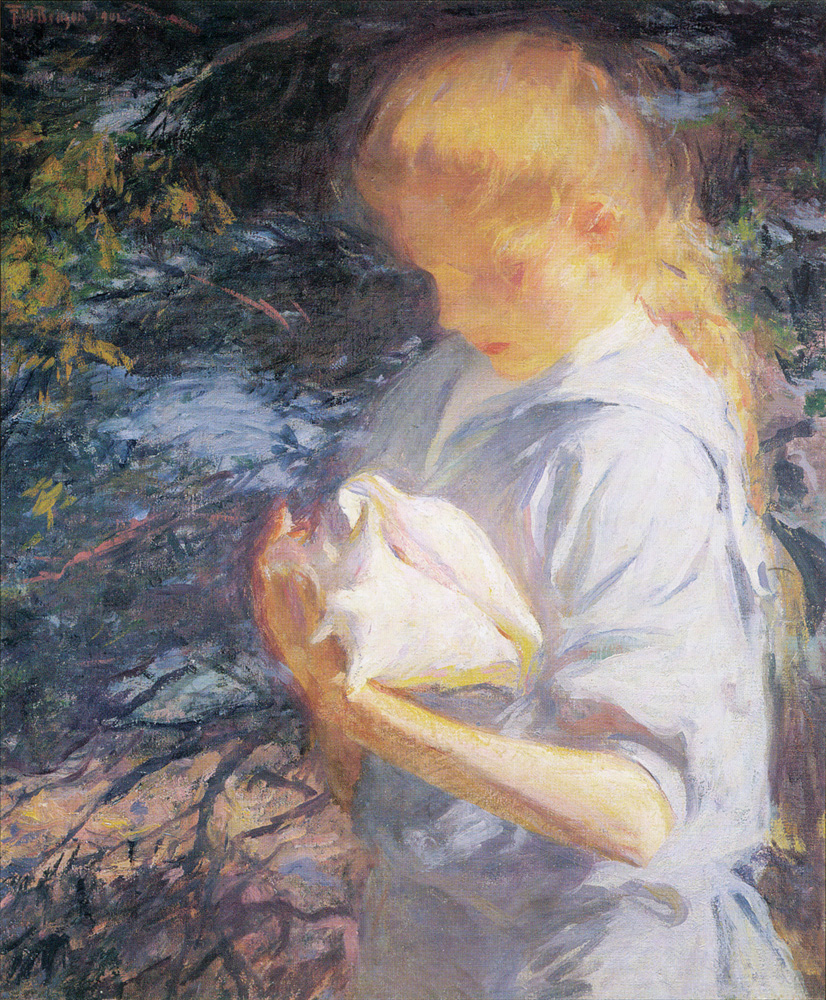
Eleonora e la conchiglia
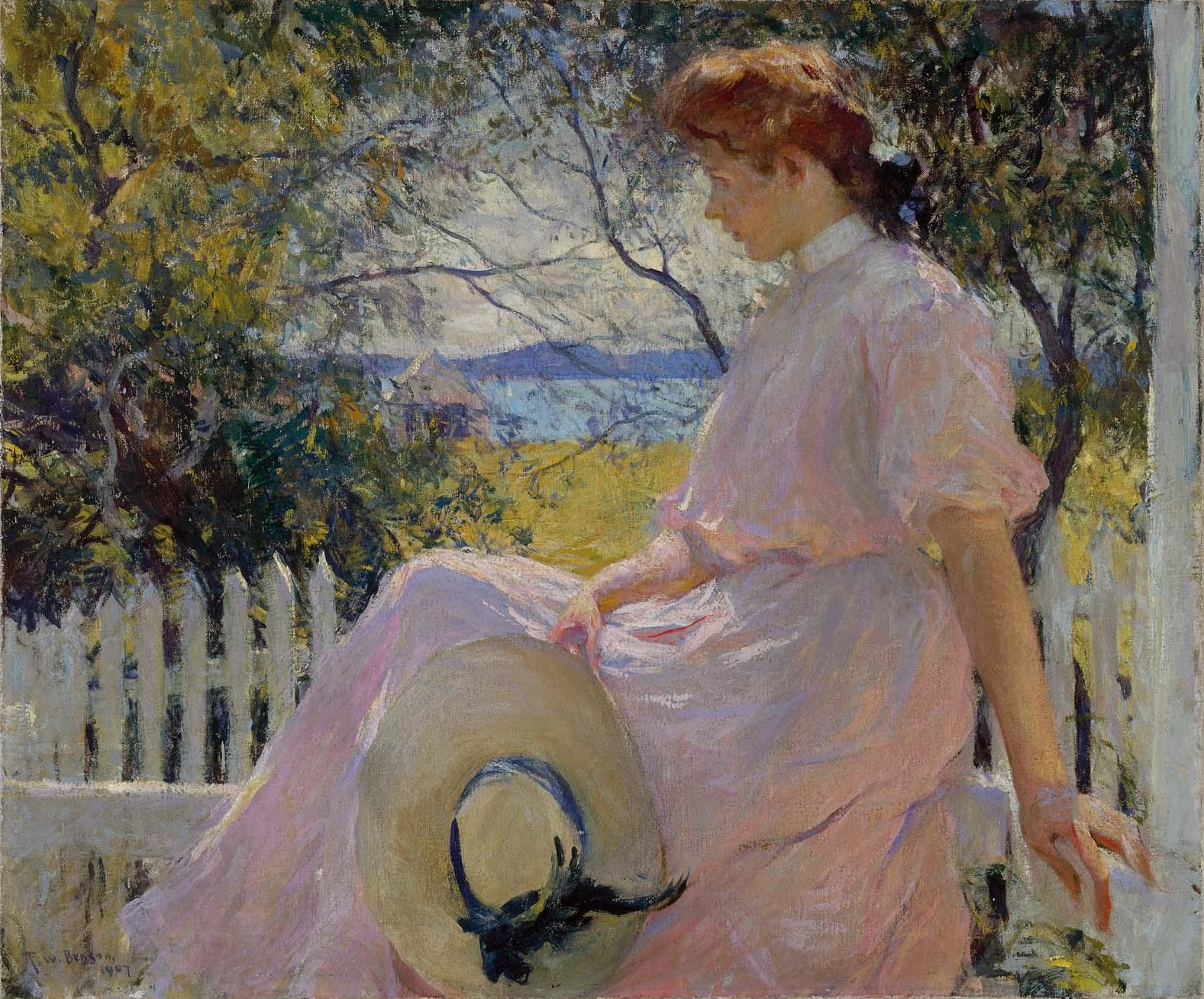
Eleonora nel 1907
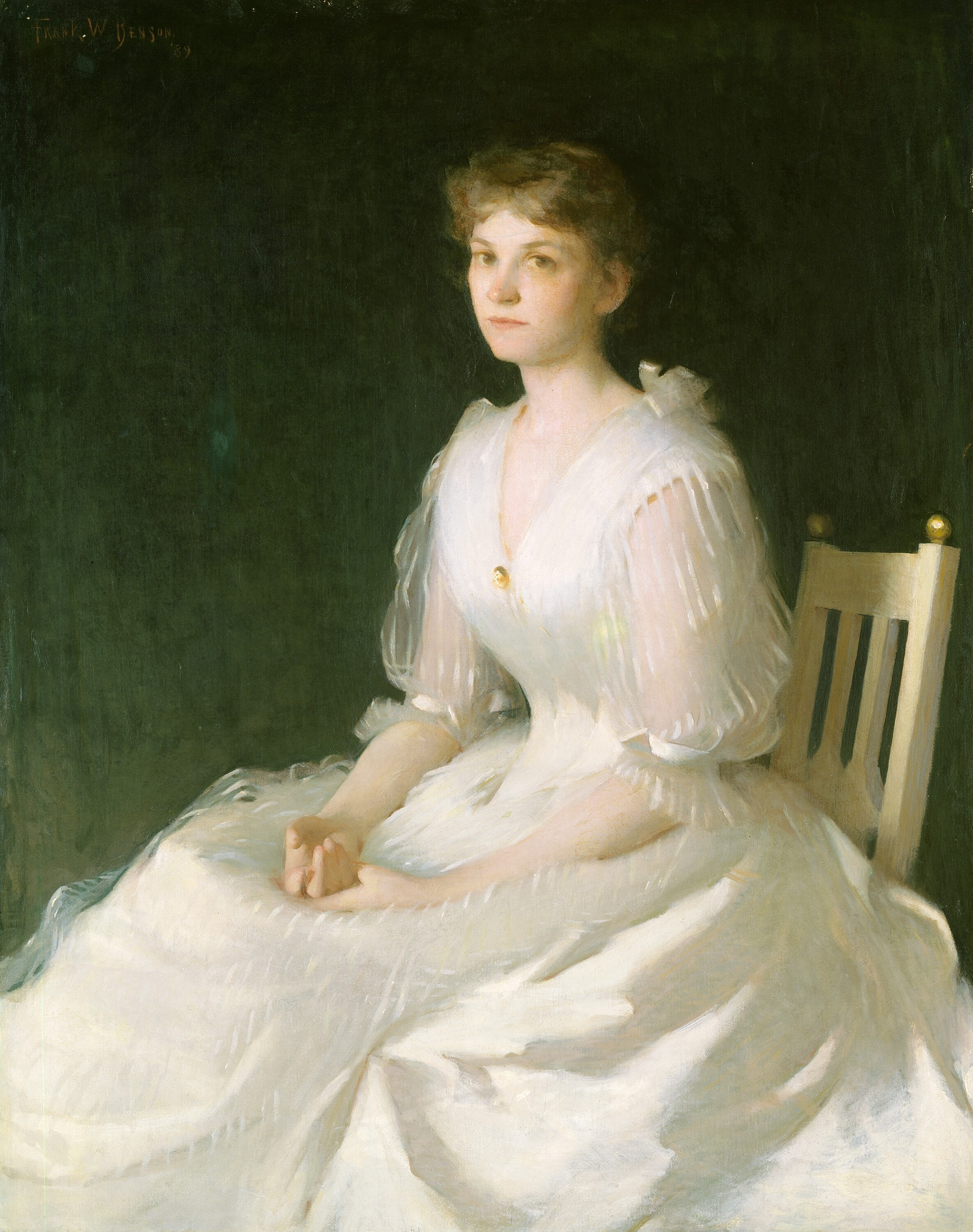
Ritratto della moglie
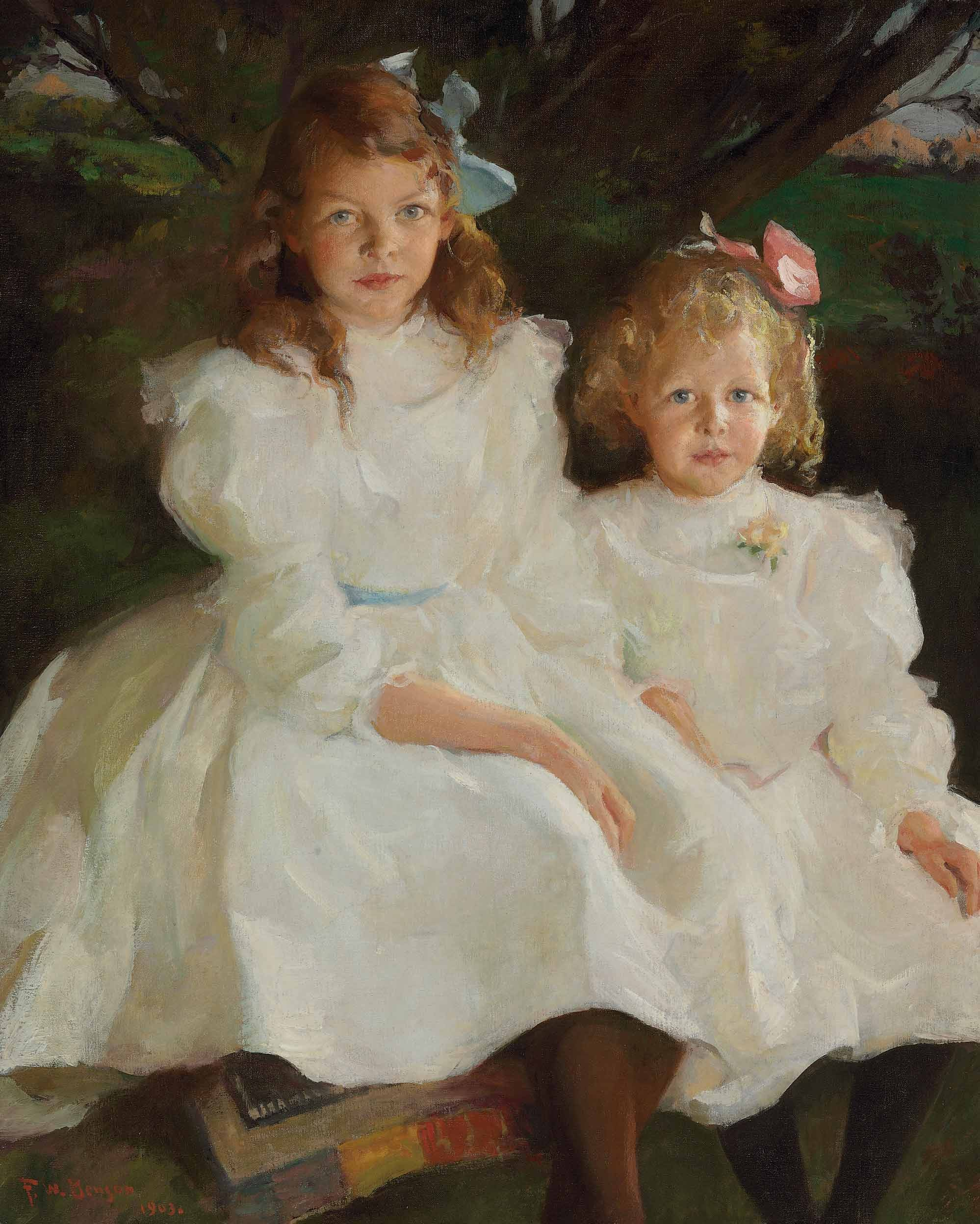
Due bambine